# Medhat Abdel-Hady
Medhat Abdel-Hady (Il Cairo, 12 giugno 1974) è un ex calciatore egiziano, di ruolo difensore.

## Palmarès

### Club

#### Competizioni nazionali
- Campionato egiziano: 2

Zamalek: 2002-2003, 2003-2004
- Coppa d'Egitto: 2

Zamalek: 1998-1999, 2001-2002

#### Competizioni internazionali
- CAF Champions League: 2

Zamalek: 1996, 2002
- Coppa delle Coppe d'Africa: 1

Zamalek: 2000
- Coppa dei Campioni afro-asiatica: 1

Zamalek: 1997
- Supercoppa CAF: 2

Zamalek: 1994, 2003